# 3626 Ohsaki
3626 Ohsaki eller 1929 PA är en asteroid i huvudbältet, som upptäcktes 4 augusti 1929 av den tyske astronomen Max Wolf i Heidelberg. Den är uppkallad efter den japanske astronomen Shoji Osaki.
Asteroiden har en diameter på ungefär 18 kilometer och den tillhör asteroidgruppen Hygiea.